# Агаракаван
Агаракава́н (вірм. Ագարակավան) — село в марзі Арагацотн, на заході Вірменії. Село було засноване у 1920 р. емігрантами з Вану, яким вдалося врятуватися від геноциду вірмен. Село розташоване північніше траси Єреван — Гюмрі. Село розташоване на схід від міста Талін та на захід від міста Аштарак. Поруч розташовані такі села, як Аруч, Кош, Лернарот, Какавадзор, Неркін Базмаберд.